# Crossopalpus bisetus
Crossopalpus bisetus är en tvåvingeart som beskrevs av Yang, Gaimari och Patrick Grootaert 2004. Crossopalpus bisetus ingår i släktet Crossopalpus och familjen puckeldansflugor. Inga underarter finns listade i Catalogue of Life.